# Флаг Воронежской области
Флаг Воро́нежской области является официальным символом Воронежской области Российской Федерации. Ныне действующий флаг утверждён 30 мая 2005 года и внесён в Государственный геральдический регистр Российской Федерации под номером 2006.

## История принятия
Первый флаг Воронежской области был утверждён Решением Воронежской областной думы 1 июля 1997 года, закон не был подписан председателем областной думы и, через год, 10 июля 1998 года, был вновь утверждён областной думой. Данный закон был подписан 29 июля 1998 года и вступил в силу после официального опубликования в издании «Коммуна» № 151 от 13 августа 1998 года.

Флаг Воронежской области представляет собой прямоугольное полотнище с отношением ширины к длине 2:3, красного цвета, с синей полосой вдоль основания флага и с двусторонним изображением в центре флага герба Воронежской области. Габаритная ширина изображения основного элемента герба на флаге Воронежской области должна составлять 2/5 части длины полотнища флага.

В основу флага был положен флаг РСФСР.
Исходя из рекомендаций Геральдического совета при Президенте Российской Федерации — на флаге может изображаться композиция герба, а не сам герб — Союз геральдистов России разработал новый проект флага Воронежской области.
30 мая 2005 года данный проект флага был утверждён Воронежской областной думой и подписан главой администрации области 5 июля 2005 года. Закон вступил в силу после официального опубликования в издании «Коммуна» № 102 от 8 июля 2005 года.

## Описание флага
Флаг Воронежской области представляет собой прямоугольное полотнище красного цвета отношением ширины к длине 2:3, воспроизводящее композицию герба Воронежской области: выходящую от древка жёлтую гору, сложенную из крупных камней, на склоне которой — белый опрокинутый кувшин, изливающий белую воду.

## Обоснование символики
Основой композиции флага Воронежской области является исторический герб Воронежа, Высочайше утверждённый 21 сентября (2 октября) 1781 года, подлинное описание которого гласит:

Щитъ разделенъ надвое: въ золотомъ полѣ двуглавый орелъ, а въ красномъ полѣ опрокинутый сосудъ, изъ котораго истекаетъ река Воронежъ (Старый гербъ).
Белый (серебряный) кувшин на горе, изливающий белую воду, — уникальный исторический символ Воронежа — отражает богатство и плодородие здешних земель. Впервые кувшин появился именно в гербе 1781 года. Вместе с тем кувшин, как творение умелых человеческих рук, аллегорически показывает трудолюбие жителей области. В то же время вода, льющаяся из кувшина, является аллегорическим символом реки Воронеж.
Гора созвучна с крутым правобережьем города Воронежа.
Белый цвет (серебро) — символ благородства, чистоты, справедливости, великодушия, а также мира.
Красный цвет символизирует жизнеутверждающую силу, мужество, праздник, красоту и труд.
Жёлтый цвет (золото) — символ урожая, изобилия и плодородия — аллегорично показывает развитый аграрный сектор экономики. Вместе с тем, золото символизирует величие, уважение, прочность, интеллект, а также свет и духовность.